# Apóstoli (Réthymnon)
Apóstoli, en grec moderne : Απόστολοι, est un village du dème d'Amári, dans le district régional de Réthymnon de la Crète, en Grèce. Selon le recensement de 2011, la population d'Apóstoli compte 162 habitants.
Le village est situé à une distance de 30 km au sud-est de Réthymnon, à une altitude de 500 mètres.

## Recensements de la population
| Recensements | 1900 | 1920 | 1928 | 1940 | 1951 | 1961 | 1971 | 1981 | 1991 | 2001 | 2011 |
| ------------ | ---- | ---- | ---- | ---- | ---- | ---- | ---- | ---- | ---- | ---- | ---- |
| Population   | 224  | 290  | 225  | 310  | 291  | 237  | 221  | 209  | /    | 171  | 162  |

## Source de la traduction
- (el) Cet article est partiellement ou en totalité issu de l’article de Wikipédia en grec moderne intitulé « Απόστολοι Ρεθύμνης » (voir la liste des auteurs).